# Necròpoli de l'Esquilí

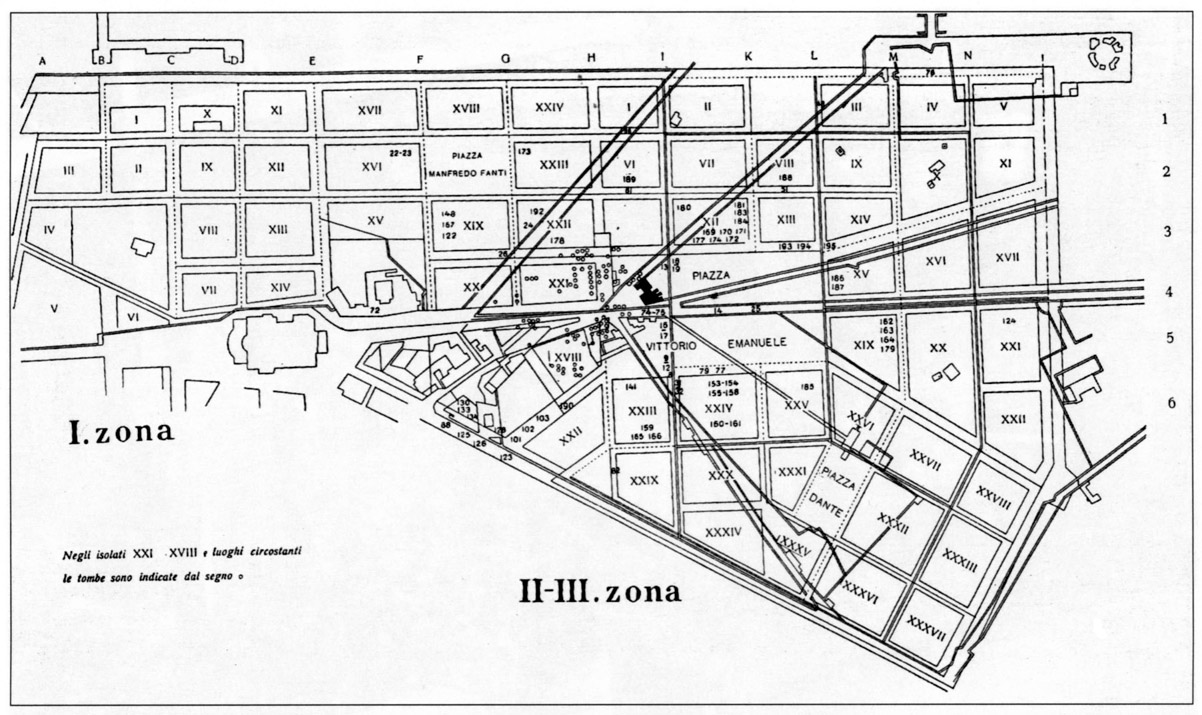
Mapa parcial de la Necròpoli de l'Esquilí de Giovanni Pinza (1914). L'església a l'esquerra és la basílica de Santa Maria Maggiore. En línia recta a la dreta és la Piazza Vittorio Emanuele II. La frontera sud en la diagonal és la Via Merulana. Al nord és l'Estació Roma Termini actualment

La necròpoli de l'Esquilí és la més important necròpoli protohistòrica de Roma. Es recolzava en l'antiga muralla Serviana i ocupava l'espai de la Piazza San Martino ai Monti, l'eix de la Via dello Statuto, l'àrea de la Piazza Vittorio Emanuele II (en les immediacions de l'església de Sant'Eusebio) i de la Porta Esquilina (Arc di San Vito), al turó Esquilí de Roma.

## Història
L'inici de la utilització d'aquesta necròpoli correspon al tancament de la necròpoli del Fòrum, abandonada a partir de la segona meitat del segle VIII ae (excepte el túmul dels xiquets, atestat de la fi del segle VII ae) i revela l'ampliació de la ciutat en direcció a la muntanya Vèlia i el Fòrum romà.
La necròpoli es caracteritza per la presència de sepulcres molt rics plens d'armes, típics d'una classe aristocràtica guerrera provinent d'un model atestat en altres zones del litoral tirré, com ara l'Etrúria i la Campània.
N'hi ha sepultures de la fase IIB i, més típicament, de la fase III de la cultura del Laci, caracteritzades per troballes amb vasos de format més plans (en comptes de globulars), amb anses de doble forat (bífores), més allargades cap amunt i decorades amb nervadures en comptes de grafit o estampat.
La necròpoli fou utilitzada fins a la segona meitat del segle I ae i fou parcel·lada entre 42 i 38 ae, probablement amb un colossal aterrament, realitzat per Gai Cilni Mecenàs (68 - 8 ae), amic i conseller d'August (r. 27 ae - 14), que hi feu construir una villa suburbana (Jardins de Mecenàs).

### Descobriment, estudis i fases cronològiques dels túmuls
El descobriment del cementeri, el major descobert a Roma, es produí durant el furor urbanístic indiscriminat pel qual passà la ciutat els anys immediatament següents a 1870 i a la proclamació de Roma com a capital del Regne d'Itàlia. Les obres necessàries per a la creació de la xarxa viària del nou turó Esquilí van dur al descobriment d'incomptables sepultures protohistòriques concentrades sobretot al llarg del traçat de la Via Giovanni Lanza i a l'àrea de l'actual Piazza Vittorio Emanuele II.
La data d'inici i terme de les excavacions no són conegudes. La individualització dels túmuls i la recuperació dels conjunts específics foren fetes inicialment per part dels inspectors encarregats de la Comissione Archeologica Comunale. Després, bona part d'aquestes col·leccions no inventariades que passaven de mà en mà en els magatzems de la Comissione fou extraviada i, en part, barrejada durant el transport amb les de l'Antiquari Comunal del Celi (Hort Botànic de Roma), fins al punt de no saber-se, dels túmuls descoberts abans de 1884, l'exacta provinença.
A partir de 4 de maig de 1882 les accions se'n feren amb més rigor gràcies al suport de Michele Stefano de Rossi i dels seus col·laboradors, que inventariaren totes les col·leccions abans de ser emmagatzemades.
Actualment és impossible realitzar una exacta reconstrucció de les col·leccions. A més, del cementeri Esquilí, ni una planta va restar amb l'exacta situació topogràfica de les sepultures trobades després de 1882, tret del que va ser compilat en la Forma Urbis Romae de Rodolfo Lanciani i en les plantes reconstruïdes a posteriori per Giovanni Pinza. Els límits topogràfics de la necròpoli no són clars: només una petita part de la necròpoli va ser explorada.
Els túmuls, absents als terrenys veïns al Palazzo Brancaccio, a la Via Merulana (sud-sud-oest), comencen a aparéixer al nord-nord-est, i són nombrosos a la Via dello Statuto (i a l'església de San Martino ai Monti) i a la Via Lanza. També n'aparegueren molts a la Piazza Vittorio Emanuele II, prop de les esglésies de Sant'Eusebio i San Giuliano all'Esquilino, entre la Via Napoleone III, Via Carlo Alberto i Via dello Statuto; uns quants n'aparegueren a la Via Labicana.
Al 1931 se'n feu un estudi sota la direcció d'Antonio Maria Colini prop de la Piazza Vittorio Emanuele II i de la Via dello Statuto. Però, els escassos relats de Colini no inclouen documentació adequada associada a la secció estratigràfica de les excavacions. Aquest i altres estudis, però, van confirmar l'àmplia extensió cronològica del cementeri, la utilització del qual acaba amb la intervenció de Mecenàs, que va transformar l'àrea en una zona habitable coneguda com Campus esquilinus i va crear-hi la seua villa suburbana, esdeveniment celebrat pel poeta Horaci amb l'expressió "nunc licet Exquilis habitare salubris" ("ja es pot viure a l'Esquilí, ara salubre").
Els túmuls més antics descoberts a la necròpoli de l'Esquilí (fase IIB i III de la cultura lacial) eren del tipus de fossa recoberta amb lloses irregulars de cappellaccio, en alguns casos organitzades com a pseudocobertures; s'hi col·locava el difunt i una col·lecció d'objectes: armes, fíbules, penjolls de bronze, collarets de pasta de vidre i ambre. Els túmuls de la fase IIB són sepulcres d'enterrament i les col·leccions n'inclouen recipients d'altres formes i fíbules d'arc gros; aquests sepulcres revelen una notable influència de la regió del Laci, de la cultura dels túmuls de fossa (en alemany: 'Fossakultur'), amb evidències en particular a l'àrea de Cumes.
La fase següent —fase III del ferro lacial (segona meitat del segle VIII ae)— revela una intensa importació de la cultura de Villanova i de la Magna Grècia. En particular, l'influx de la primera es caracteritza pel descobriment de nous tipus de fíbula (amb un arc sinuós), a més de la presència de bronzes esculpits, malgrat no ser possible distingir les imitacions locals de les importacions de fet.

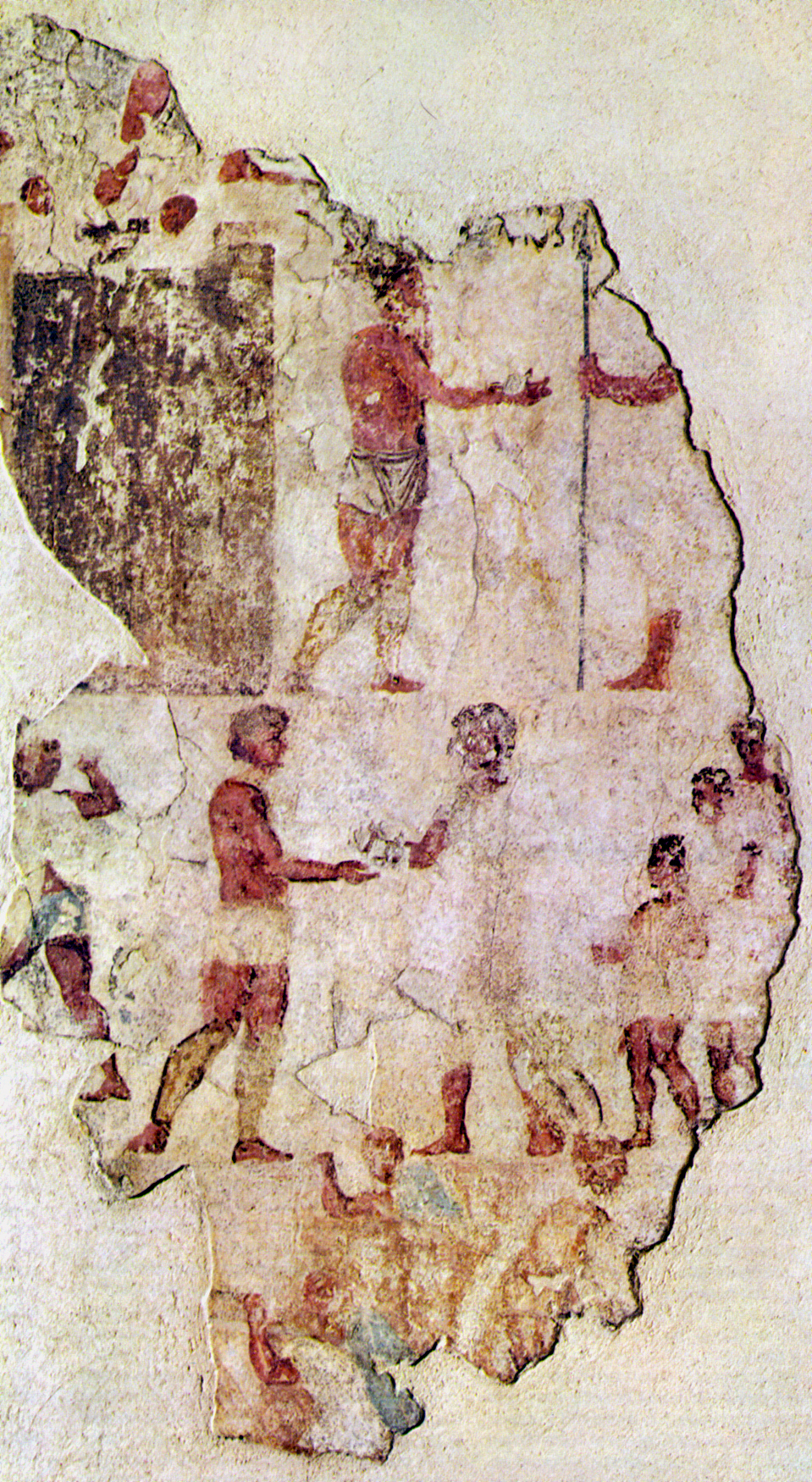
El famós fresc del Túmul dels Fabis

Per influència cultural de la Magna Grècia, al sud d'Itàlia apareixen els primers vasos d'argila, que revelen, malgrat presentar formes típiques del Laci, decoracions que remeten a l'àrea d'influència comercial eubeaciclàdica. La presència d'armes en les col·leccions funeràries d'aquest període (a més d'escuts i elms, hi aparegueren carros) probablement indiquen la tendència a una diferenciació social deguda a transformacions econòmiques ocorregudes en el pas d'una economia pastoral a una altra més articulada i dinàmica del tipus agrícola-pastoral-mercantil.
El període IV de la cultura del Laci, que comprén tot el segle VII ae i les primeres dècades del VI ae, es caracteritza per les tombes amb nínxol, pels primers sepulcres amb cambra hipogea i per la influència de la cultura orientalitzant. Aquest període, però, és atestat en la necròpoli de l'Esquilí per poques tombes, generalment incompletes i d'associació cultural dubtosa. Però, el panorama cultural d'aquest període és, a banda de la necròpoli Esquilina, bén conegut a causa d'altres centres de la mateixa època de l'Etrúria i del Laci; el període orientalitzant i mitjà abasten les set primeres dècades del segle VII ae (700-630 ae) i es caracteritza per l'aparició i difusió de la ceràmica del període protocorinti antic, mitjà, tardà, i de les seues imitacions, a més del primer descobriment de vasos de bucchero, tal vegada solament en part importats de l'Etrúria. Des del punt de vista socioeconòmic és notable la presència, tot i que limitada a uns pocs descobriments, de vasos grecs importats dels períodes protocorinti mitjà i tardà. Aquestes evidències són importants per a determinar el nivell cultural de Roma en aquest període ("orientalitzant mitjà") i la importància del gual del Tíber per als canvis comercials entre l'Etrúria i les colònies de la Magna Grècia. En subratllen el paper de Roma en aquest període com a punt de convergència òptim a causa de la seua posició de pas obligatori (a causa del gual), considerant que les mercaderies es difonien tant per la navegació de cabotatge en el riu com per les rutes de connexió interna (Roma era en un punt estratègic en ambdós casos).
En el període orientalitzant (fi del segle VII ae i inici del segle VI ae), que coincideix amb l'afirmació definitiva de la ciutat com a centre urbà, les evidències revelen la massiva difusió de la ceràmica de bucchero, que va substituir quasi completament, tret d'algunes formes més rudes, la producció de la ceràmica mixta. En aquest període, Roma presenta un panorama cultural molt semblant al dels grans centres etruscs contemporanis, com Veïs i Acquarossa. Les evidències arqueològiques de la transició del període arcaic (segle VI ae - segle V ae) i "monumental" no apareixen en la necròpoli de l'Esquilí (i ni en la del Fòrum Romà, ja abandonada de molt de temps), 
però sí en un context més urbà, dins les àrees de culte (com l'àrea sagrada de Sant'Omobono al Fòrum Boarium) o residencials. Però, el llarguíssim període d'utilització de la necròpoli va continuar: travessà tot el període de la república i arribà a la primera meitat del regnat de l'emperador August.
Van estudiar la necròpoli arcaica i republicana sobretot Rodolfo Lanciani, Giovanni Pinza, Heinrich Dressel i Lucio Mariani.

## Principals túmuls

### Túmul 99
Descobert al 1882 en una fossa revestida amb blocs de tuf prop de la piazza Vittorio Emanuele II, és un cas exemplar de la fase III de la cultura del Laci. La sepultura es compon de tretze peces de ceràmica i metàl·liques. També és notable la presència d'un fus i una espasa, el primer descobert en un túmul femení i la segona en un de masculí. Els objectes, en particular les copes de coll cilíndric i cap amb cresta, els vasos amb decoració solcada i el fus de bronze, permeten datar el túmul en la fase més tardana del III període, en l'últim quart del segle VIII ae. Tots els objectes estan preservats en l'Antiquari Forense.

### Tomba 193
Aquest túmul, descobert el 1888, contenia una gran urna amb tapadora en forma de trespol amb mènsules d'aresta imitant una casa de fusta per fora; a dins hi havia una urna de marbre més valuosa també amb coberta en forma de teulada a dues aigües amb acroteris a les cantonades i al centre. Aquesta última conserva encara hui traços de decoració policroma al marc (kymation) jònic (ous i dards esculpits i pintats en roig i blau) i aplics al voral del sostre i al timpà, com revela la presència de petits forats.
L'urna de marbre grec presenta semblances amb exemplars recuperats a Spina, a la regió etrusca, i això permet datar-la, per analogia, de la fi del segle VI ae.
No hi havia cap més objecte en el túmul, un fet àmpliament atestat en les sepultures del període arcaic (segle VI ae - V ae) a les necròpolis de tot el Latium vetus (Ficana, Castel di Decima, Crostumèria), cosa que revela un costum funerari probablement sancionat per una lex sumptuaria que imposà fortes restriccions a la inclusió d'objectes preciosos en tombes. En aquest cas, però, la norma va ser eludida amb la inclusió d'una urna dins de l'altra, i això va permetre que la urna amb les cendres, en marbre, en quedàs continguda en una altra de material fàcilment trobable per tot el Laci.
Tots els objectes són hui al Museu Nacional Romà de la Centrale Montemartini.

### Sepulcre Arieti
El túmul Arieti, anomenat així pel seu descobridor, fou trobat a prop de 35 m del túmul dels Fabis (llatí: 'Fabii'). En l'època, presentava una decoració interna en frescs amb escenes de batalles amb personatges nus com herois. En l'època del descobriment, es va pintar una aquarel·la dels frescs en què es poden veure uns lictors en una quadriga. La toga vermella dels lictors és la sagum, emprada en la guerra. El fet que les fasces dels lictors estigues apuntades cap amunt feu que els estudiosos en proposaren una processó triomfal en comptes d'una processó funerària, en què les fasces estarien cap avall.
La datació n'és molt controvertida: entre els segles III ae i I aC. Ja es proposà una atribució a Aulus Atili Calatí, cònsol al 258 ae, per la proximitat del túmul dels Fabis, tradicionalment atribuït a Quint Fabi Màxim Rul·lià, de qui Calatí era nebot.

### Túmul dels Fabis o dels Faunes
De la necròpoli de l'Esquilí prové un fragment de fresc (ara a la Centrale Montemartini) del període entre 300 ae i 280 ae, que és un dels testimonis més antics de la pintura històrica romana. Aquest fragment té un fons blanc subdividit en franges superposades: se'n conserven porcions més o menys importants de quatre. La franja superior presenta només pocs traços de les cames d'un personatge, de proporcions majors que les altres figures de les franges següents. En la segona franja es percep a l'esquerra els murs d'una ciutat, després dues persones dempeus, una davant l'altra; el primer un samnita, amb elm i escut, i el segon, una persona togada amb una llança, amb restes d'una inscripció i un nom, probablement un fecial.
La tercera franja mostra tres escenes: la primera és un combat, del qual es veu sols un personatge; la segona presenta dos personatges semblants al del registre superior, que semblen trobar-se amb altres tres personatges que vesteixen amb túnica; dues inscripcions, interpretades com "[..]anio(s) St(ai) f(ilios) i Q. Fabio(s)", probablement són els noms dels dos personatges principals de l'escena. La quarta i darrera franja mostra un duel entre un samnita i un romà.
La interpretació d'aquesta escena és controvertida: la més acceptada és que tracten de la Segona Guerra samnita, en concret a causa del nom de Quint Fabi Màxim Rul·lià, un dels generals d'aquesta guerra. Les escenes narrarien batalles i moments de treva.
Les pintures poden ser una reproducció de les que adornaven el temple de Sal·lus, pintades, segons les fonts literàries, per Gai Fabi Pictor després de la guerra, el 304 aC. Potser la intenció d'aquesta pintura fos glorificar la gens Fàbia. Des del punt de vista estilístic, les pintures mostren una predilecció narrativa típicament itàlica (amb traços a Pest i Volci), amb composicions en diversos registres, proporcions jeràrquiques, atenció als detalls individuals i a les situacions narrades, i la recerca de contrasts cromàtics. La tècnica n'és encara similar a la del repertori grec, sobretot en les parts menors.